# Митурич-Хлебникова, Вера Маевна
Вера Маевна Митурич-Хлебникова (род. 28 апреля 1954, Махачкала) — советская и российская художница.

## Биография
Родилась в Махачкале 28 апреля 1954 года. С 1955 года живёт в Москве. С 1965 по 1972 год училась в Московской средней художественной школе.
В 1977 году окончила Московский полиграфический институт (факультет художественно-технического оформления печатной продукции).
В 2001 году в Государственной Третьяковской галерее состоялась выставка «Митуричи-Хлебниковы. Четыре творческих портрета», в рамках которой были представлены работы Петра Митурича, Веры Хлебниковой, Мая Митурича и Веры Хлебниковой-младшей.

## Работы находятся в собраниях
- Государственная Третьяковская галерея, Москва.
- Музей А. Н. Толстого, Самара.
- Министерство культуры России.
- Музей частных коллекций, Москва.
- Галерея Коркоран, Вашингтон.
- Констанцский университет, Германия.
- Национальный музей женского искусства, Вашингтон.

## Персональные выставки
- 2008 — «Хранить нельзя выкинуь». Екарт бюро, Москва.
- 2002 — «Избранное». Галерея «Улица О. Г. И.», Москва.
- 2001 — «Семь книг». Библиотека Хельсинки, Хельсинки.
- 1997 — «Дом художника или моя жизнь в искусстве». XL Галерея, Москва.
- 1996 — «Апологии». Obscuri viri, РОСИЗО, Москва.
- 1995 — «Papierarbeiten». Galerie Inge Herbert, Берлин.
- 1995 — «Шелест времени». Институт России и Восточной Европы, Хельсинки.
- 1995 — «Подставные лица». Якут галерея, Москва.

## Фильмография
роли в кино
- 1962 — Иваново детство — девочка на грузовике, подруга Вани.

## Семья
- Пётр Васильевич Митурич — дед, художник.
- Вера Владимировна Хлебникова — бабушка, художница.
- Хлебников, Велимир — двоюродный дед, поэт.
- Май Петрович Митурич-Хлебников — отец, художник.
- Митурич-Хлебникова (Либерман), Эра Ефимовна — мать
- Андрей Викторович Монастырский — муж, художник, поэт, теоретик культуры.
- Мария Андреевна Сумнина — дочь, художница.
- Михаил Лейкин — зять, художник.